# Морозов, Елисей Саввич
Елисей Саввич Морозов (1798, деревня Зуево Богородского уезда Московской губернии — 1868, Москва) — потомственный почётный гражданин, богородской 1-й гильдии купец, старообрядец-беспоповец. Основатель одной из крупных мануфактур в местечке Никольское, на месте которого сейчас расположен город Орехово-Зуево Московской области. Сын Саввы Васильевича Морозова.

## История
Отец Елисея Саввича Морозова — Савва Васильевич Морозов — происходил из крестьян деревни Зуевой Богородского уезда. Мать — крестьянка Ульяна Афанасиевна из села Никульского того же уезда. Отец Ульяны Афанасиевны был красильных дел мастером. Впоследствии Савва Васильевич разбогател и вышел из крепостного состояния.
Елисей, его старший сын, родился в 1798 году. Он женился на Евдокии Демидовне (1797—1886), и имел четверых детей: Викулу, Евдокию, Аграфену и Александру.
В 1838 году Елисей Саввич решил отделиться от отца и попросил его выделить землю на пустоши Плессы для создания собственного дела. Так, Елисей Саввич получил землю в Никольском и начальный капитал. 22 апреля 1838 года он подал прошение Владимирскому губернатору. Он хотел добиться разрешения построить на своей земле на пустоши Плессы мануфактурные заведения, чтобы создавать бумажные и шёлковые изделия. 31 октября 1838 года купец получил положительное заключение Покровского Земельного исправника о строительстве фабрики.
Бумажная и полотняноткацкая фабрика были построены в Новозуеве на территории площадью 40 десятин. Также Елисей Морозов был владельцем лесных дач на территории Покровского уезда, и площадь этой территории составляла около 100 десятин. Вначале он вел дела скромно, потому что основное внимание уделял не развитию своей фабрики, а изучению религиозных вопросов. Делами предприятия больше занималась его супруга, Евдокия Демидьевна. Фабрика Елисея Морозова находилась в месте, где сейчас расположен комплекс «Самомазка» в городе Орехово-Зуево по улице Ленина. В производственных делах Елисей Саввич основное внимание уделял улучшению качества продукции. В источниках содержится информация, что изделия, изготовленные в 1853 году из льна и пеньки, пользовались большим спросом у покупателей. На Парижской выставке Елисей Морозов получил медаль за усовершенствование окраски ситца.
В 1850-х годах Елисей Саввич оставил фабричные дела, передав ведение дел в руки своего сына Викулы.
Словарь Брокгауза и Эфрона пишет о нем: "основатель так наз. «Елисовой веры», автор розысканий об антихристе, которые собраны в большом сочинении «Об антихристе» (не нап.), доставившем ему прозвище «профессора по части антихриста». См. «Современные известия» (1868 г., № 71)".
Умер Елисей Саввич Морозов в 1868 году .